# Campionati europei di ciclismo su pista 2024 - Omnium maschile
L'omnium maschile ai Campionati europei di ciclismo su pista 2024 si svolse il 13 gennaio 2024 presso il Omnisport Apeldoorn di Apeldoorn, nei Paesi Bassi.

## Risultati

### Scratch
| Pos. | Atleta                | Nazione       | Giri persi | Punti evento |
| ---- | --------------------- | ------------- | ---------- | ------------ |
| 1    | Yanne Dorenbos        | Paesi Bassi   |            | 40           |
| 2    | Ethan Hayter          | Gran Bretagna |            | 38           |
| 3    | Simone Consonni       | Italia        |            | 36           |
| 4    | Niklas Larsen         | Danimarca     |            | 34           |
| 5    | Fabio Van den Bossche | Belgio        |            | 32           |
| 6    | Tim Torn Teutenberg   | Germania      | –1         | 30           |
| 7    | Albert Torres         | Spagna        | –1         | 28           |
| 8    | Alan Banaszek         | Polonia       | –1         | 26           |
| 9    | Rui Oliveira          | Portogallo    | –1         | 24           |
| 10   | Raphael Kokas         | Austria       | –1         | 22           |
| 11   | Benjamin Thomas       | Francia       | –1         | 20           |
| 12   | Radovan Štec          | Rep. Ceca     | –1         | 18           |
| 13   | Daniel Crista         | Romania       | –1         | 16           |
| 14   | Rotem Tene            | Israele       | –1         | 14           |
| 15   | Martin Chren          | Slovacchia    | –1         | 12           |
| 16   | Bertold Drijver       | Ungheria      | –1         | 10           |
| 17   | Iver Knotten          | Norvegia      | –1         | 8            |
| 18   | George Nemilostivijs  | Lettonia      | –2         | 6            |
| 19   | Valentyn Kabashnyi    | Ucraina       | –2         | 4            |
| 20   | Alex Vogel            | Svizzera      | –2         | 2            |
| 21   | Gustav Johansson      | Svezia        | –2         | 1            |
| 22   | Georgios Boutopoulos  | Grecia        | ritirato   | –40          |

### Corsa tempo
| Pos. | Atleta                | Nazione       | Punti in corsa | Punti evento |
| ---- | --------------------- | ------------- | -------------- | ------------ |
| 1    | Fabio Van den Bossche | Belgio        | 24             | 40           |
| 2    | Yanne Dorenbos        | Paesi Bassi   | 22             | 38           |
| 3    | Tim Torn Teutenberg   | Germania      | 12             | 36           |
| 4    | Raphael Kokas         | Austria       | 5              | 34           |
| 5    | Ethan Hayter          | Gran Bretagna | 4              | 32           |
| 6    | Niklas Larsen         | Danimarca     | 3              | 30           |
| 7    | Simone Consonni       | Italia        | 2              | 28           |
| 8    | Alan Banaszek         | Polonia       | 1              | 26           |
| 9    | Iver Knotten          | Norvegia      | 1              | 24           |
| 10   | Alex Vogel            | Svizzera      | –19            | 22           |
| 11   | Albert Torres         | Spagna        | –19            | 20           |
| 12   | Rui Oliveira          | Portogallo    | –20            | 18           |
| 13   | Rotem Tene            | Israele       | –20            | 16           |
| 14   | Bertold Drijver       | Ungheria      | –20            | 14           |
| 15   | Daniel Crista         | Romania       | –20            | 12           |
| 16   | Martin Chren          | Slovacchia    | –20            | 10           |
| 17   | George Nemilostivijs  | Lettonia      | –20            | 8            |
| 18   | Radovan Štec          | Rep. Ceca     | –20            | 6            |
| 19   | Valentyn Kabashnyi    | Ucraina       | –20            | 4            |
| 20   | Gustav Johansson      | Svezia        | –20            | 2            |
| 21   | Benjamin Thomas       | Francia       | non partito    |              |
| 22   | Georgios Boutopoulos  | Grecia        | non partito    |              |

### Corsa a eliminazione
| Pos. | Atleta                | Nazione       | Punti evento |
| ---- | --------------------- | ------------- | ------------ |
| 1    | Fabio Van den Bossche | Belgio        | 40           |
| 2    | Rui Oliveira          | Portogallo    | 38           |
| 3    | Alan Banaszek         | Polonia       | 36           |
| 4    | Simone Consonni       | Italia        | 34           |
| 5    | Yanne Dorenbos        | Paesi Bassi   | 32           |
| 6    | Tim Torn Teutenberg   | Germania      | 30           |
| 8    | Ethan Hayter          | Gran Bretagna | 28           |
| 7    | Niklas Larsen         | Danimarca     | 26           |
| 9    | Alex Vogel            | Svizzera      | 24           |
| 10   | Valentyn Kabashnyi    | Ucraina       | 22           |
| 11   | Bertold Drijver       | Ungheria      | 20           |
| 12   | Albert Torres         | Spagna        | 18           |
| 13   | Radovan Štec          | Rep. Ceca     | 16           |
| 14   | Gustav Johansson      | Svezia        | 14           |
| 15   | Raphael Kokas         | Austria       | 12           |
| 16   | Daniel Crista         | Romania       | 10           |
| 17   | Rotem Tene            | Israele       | 8            |
| 18   | George Nemilostivijs  | Lettonia      | 6            |
| 19   | Iver Knotten          | Norvegia      | 4            |
| 20   | Martin Chren          | Slovacchia    | 2            |

### Corsa a punti
| Pos. | Atleta                | Nazione       | Scratch | Tempo | Eliminazione | Subtotale | Punti giro | Punti sprint | Ordine d'arrivo | Punti totali |
| ---- | --------------------- | ------------- | ------- | ----- | ------------ | --------- | ---------- | ------------ | --------------- | ------------ |
| 1    | Ethan Hayter          | Gran Bretagna | 38      | 32    | 36           | 96        | 0          | 25           | 5               | 121          |
| 2    | Niklas Larsen         | Danimarca     | 34      | 30    | 28           | 92        | 20         | 9            | 16              | 121          |
| 3    | Fabio Van den Bossche | Belgio        | 32      | 40    | 40           | 112       | 0          | 6            | 13              | 118          |
| 4    | Yanne Dorenbos        | Paesi Bassi   | 40      | 38    | 32           | 110       | 0          | 5            | 3               | 115          |
| 5    | Rui Oliveira          | Portogallo    | 24      | 18    | 38           | 80        | 20         | 10           | 17              | 110          |
| 6    | Tim Torn Teutenberg   | Germania      | 30      | 36    | 30           | 96        | 0          | 9            | 12              | 105          |
| 7    | Alan Banaszek         | Polonia       | 26      | 26    | 36           | 88        | 0          | 13           | 2               | 101          |
| 8    | Simone Consonni       | Italia        | 36      | 28    | 34           | 98        | 0          | 2            | 18              | 100          |
| 9    | Raphael Kokas         | Austria       | 22      | 34    | 12           | 68        | 20         | 8            | 14              | 96           |
| 10   | Alex Vogel            | Svizzera      | 2       | 22    | 24           | 48        | 20         | 18           | 1               | 86           |
| 11   | Albert Torres         | Germania      | 28      | 20    | 18           | 66        | 0          | 5            | 4               | 71           |
| 12   | Bertold Drijver       | Ungheria      | 10      | 14    | 20           | 44        | 0          | 5            | 8               | 49           |
| 13   | Iver Knotten          | Norvegia      | 8       | 24    | 4            | 36        | 0          | 1            | 15              | 37           |
| 14   | Radovan Štec          | Rep. Ceca     | 18      | 6     | 16           | 40        | –20        | 2            | 9               | 22           |
| 15   | Daniel Crista         | Romania       | 16      | 12    | 10           | 38        | –20        | 0            | 6               | 18           |
| 16   | Rotem Tene            | Israele       | 14      | 16    | 18           | 38        | –20        | 0            | 10              | 18           |
| 17   | Martin Chren          | Slovacchia    | 12      | 10    | 2            | 24        | –20        | 3            | 7               | 17           |
| 18   | Gustav Johansson      | Svezia        | 1       | 2     | 14           | 17        | –20        | 0            | 11              | –3           |
| 19   | Valentyn Kabashnyi    | Ucraina       | 4       | 4     | 22           | 30        | –40        | 0            | ritirato        |              |
| 20   | George Nemilostivijs  | Lettonia      | 6       | 8     | 6            | 20        | –20        | 0            | ritirato        |              |